# EGL
EGL (англ. Enterprise Generation Language) — современный высокоуровневый язык программирования для создания бизнес-приложений. Разработан IBM. EGL схож по синтаксису с другими языками программирования для упрощения обучения. Программы на EGL обычно создаются и отлаживаются в виде EGL-программы, а затем могут быть скомпилированы в COBOL, Java или JavaScript.

## Примеры программ
Каждая программа EGL имеет единственную точку входа: функцию main(). Функции EGL состоят из операторов EGL, переменных и констант. Программа, выводящая строку на экран:
```
Program
 
HelloWorld

	
const
 
GREETING
 
string
 
=
 
"Hello, "
;

    

	
function
 
main
()

		
myName
 
string
 
=
 
"John"
;

		
sayHello
(
myName
);

	
end

	
function
 
sayHello
(
name
 
String
 
in
)

		
SysLib
.
writeStdOut
(
GREETING
 
+
 
name
 
+
 
"!"
);

	
end

end

```

Наборы различных данных могут быть объединены в Запись (Record). Пример записи CustomerRecord с шестью полями:
```
Record
 
CustomerRecord
 
type
 
BasicRecord

	
customerNumber
 
INT
;
            

	
customerName
 
STRING
;

	
customerAddr1
 
STRING
;

	
customerAddr2
 
STRING
;

	
customerAddr3
 
STRING
;

	
customerBalance
 
MONEY
;

end

```

Для обмена данными с СУБД, EGL имеет специальный тип записей, называемые SQLRecord. В следующем примере запись Employee связывается с SQL-таблицей Employee:
```
record
 
Employee
 
type
 
sqlRecord
 
{
 
tableNames
 
=[[
"Employee"
]

            
]
,
 
keyItems
 
=[
EMPNO
]
}

    
EMPNUMBER
 
string
{
 
column
 
=
 
"EMPNO"
,
 
maxLen
 
=
 
6
};

    
FIRSTNME
 
string
{
 
sqlVariableLen
 
=
 
yes
,
 
maxLen
 
=
 
12
};

    
MIDINIT
 
string
{
 
isSqlNullable
 
=
 
yes
,
 
maxLen
 
=
 
1
};

    
LASTNAME
 
string
{
 
sqlVariableLen
 
=
 
yes
,
 
maxLen
 
=
 
15
};

    
DEPT
 
string
{
 
column
 
=
 
"WORKDEPT"
,
 
isSqlNullable
 
=
 
yes
,
 
maxLen
 
=
 
3
};

    
PHONENO
 
string
{
 
isSqlNullable
 
=
 
yes
,
 
maxLen
 
=
 
4
};

    
HIREDATE
 
date
{
 
isSqlNullable
 
=
 
yes
};

end

```

Сервисами (Service) в EGL называют наборы функций, которыми могут пользоваться другие приложения. В примере определен сервис с двумя функциями:
```
package
 
com.mycompany.services
;

service
 
EmployeeService

    
function
 
getEmployees
()
 
returns
(
Employee
[]
)

        
records
 
Employee
[
0
]
;
 
// определяет пустой массив записей

        
get
 
records
;
 
// запрашивает записи из СУБД

        
return
 
(
records
);
 
// возвращает записи

    
end

    

    
function
 
addEmployee
(
emp
 
Employee
 
in
)
 
returns
 
(
boolean
)

    	
try

    		
add
 
remp
;

    		
return
 
(
true
);

    	
onException
 
(
ex
 
AnyException
)

    		
return
 
(
false
);

    	
end

    
end

end

```

Код в EGL организуется в пакеты (package).